# Psychotria crebrinervia
Psychotria crebrinervia är en måreväxtart som beskrevs av Theodoric Valeton. Psychotria crebrinervia ingår i släktet Psychotria och familjen måreväxter. Inga underarter finns listade i Catalogue of Life.